# Фонд Мбаасем
Фонд Мбаасем (англ. Mbaasem Foundation) — это неправительственная женская организация в Африке.
Фонд основан ганской писательницей Кристиной Амой Ата Айду в Аккре, Гана, в 2000 году как некоммерческая организация для поддержки и продвижения творчества африканских женщин-писателей с целью «создать и поддерживать возможности для женщин-писательниц».

## Концепция
Фонд провозглашает свою миссию: «Поддерживать развитие и устойчивость африканских женщин-писателей и их творческой деятельности» и ставит цель «создать благоприятную среду для женщин, чтобы писать, рассказывать и публиковать свои истории».

## История
В январе 2000 года Ама Ата Айду запустила инициативу под названием «Мбаасем» (что на языке акан означает «женские слова — женские дела») в Аккре, Гана, с целью создания центра и резиденции для женщин-писателей. «Фонд Мбаасем» был зарегистрирован как неправительственная организация для поддержки творчества нуждающихся в помощи африканских женщин-писательниц. В 2002 году арендованную штаб-квартиру фонда «сравнили с превращением дома Эрнеста Хемингуэя в Чикаго в литературный рай и музей».
В 2012 году фонд открыл трехлетний проект по повышению уровня грамотности в Гане. Другие мероприятия включают организацию «Конкурса сочинений Мбаасем для девочек» (англ. Mbaasem Writing Contest for Girls) с главным призом 1000 ганских седи.

## Деятельность
Фонд также участвует в международных конференциях женщин-писателей. С 16 по 19 мая 2013 года в Аккре он в сотрудничестве с Организацией женщин-писательниц Африки, Нью-Йоркским университетом и испанским фондом Mujeres por África провёл конференцию «Yari Yari Ntoaso: Continuing the Dialogue – An International Conference on Literature by Women of African Ancestry». Ганские писатели и ученые, в том числе Айду, Амму Дарко, Руби Гока, Мамле Кабу, Эси Сазерленд-Адди и Маргарет Басби выступали на мероприятии. Среди участников из других частей света были Анжела Дэвис, Тесс Онвуэме из Нигерии, Наталья Молебаци из Южной Африки, Иоланда Арройо Писарро из Пуэрто-Рико, Вероника Таджо из Кот-д'Ивуар и Эвелин Труйо из Гаити.

## Финансирование
Организация получает средства для своей работы от Посольства США в Гане.